# Distrito de Zwickau
El distrito de Zwickau es un distrito del estado de Sajonia, Alemania. Tiene una población estimada, a mediados de 2022, de 310 999 habitantes.
Limita al norte con el estado de Turingia; al noreste, con el distrito de Sajonia Central; al este, con la ciudad independiente de Chemnitz; al sur y sureste, con el distrito de Erzgebirgs, y al suroeste, con el distrito de Vogtland. Su capital es la ciudad homónima.
Tiene un área de 949.75 km².

## Historia
El distrito fue formado en agosto de 2008 a partir de la fusión de los antiguos distritos de la Comarca de Zwickau y la Comarca de Chemnitz y la ciudad independiente de Zwickau.

## Ciudades y municipios

### Ciudades
1. Crimmitschau
2. Glauchau
3. Hartenstein
4. Hohenstein-Ernstthal
5. Kirchberg
6. Lichtenstein
7. Limbach-Oberfrohna
8. Meerane
9. Oberlungwitz
10. Waldenburg
11. Werdau
12. Wildenfels
13. Wilkau-Haßlau
14. Zwickau

### Municipios
1. Bernsdorf
2. Callenberg
3. Crinitzberg
4. Dennheritz
5. Fraureuth
6. Gersdorf
7. Hartmannsdorf bei Kirchberg
8. Hirschfeld
9. Langenbernsdorf
10. Langenweißbach
11. Lichtentanne
12. Mülsen
13. Neukirchen
14. Niederfrohna
15. Oberwiera
16. Reinsdorf
17. Remse
18. Sankt Egidien
19. Schönberg